# Campeonato de Alemania de Rally
El Campeonato de Alemania de Rally (Deutsche Rallye-Meisterschaft, en alemán) es un campeonato de rally que se disputa anualmente desde 1970 en Alemania. Es organizado por la Deutschen Motor Sport Bund, Asociación Alemana de Deportes de Motor.

## Categorías
En el campeonato alemán se permiten las siguientes categorías:
- Grupo A
- Grupo N
- GT
- Super 2000
- Super 1600

Desde 2009 no están permitidos los World Rally Car.

## Palmarés
| Año  | Piloto                                         | Copiloto                                        | Automóvil                                      |
| ---- | ---------------------------------------------- | ----------------------------------------------- | ---------------------------------------------- |
| 1970 | Helmut Bein                                    | Hans-Christoph Mehmel                           | BMW 2002 ti                                    |
| 1971 | Achim Warmbold                                 | Hans-Christoph Mehmel                           | BMW 2002 ti                                    |
| 1972 | Reiner Zweibäumer                              |                                                 | BMW 1602                                       |
| 1973 | Gerd Behret                                    | Willi-Peter Pitz                                | Porsche 911                                    |
| 1974 | Lars Carlsson                                  | Peter Petersen                                  | Opel Ascona A                                  |
| 1975 | Reiner Altenheimer                             | Hanno Menne                                     | Porsche 911                                    |
| 1976 | Heinz-Walter Schewe                            | Wolfgang Druba                                  | Porsche 911                                    |
| 1977 | Ludwig Kuhn                                    | Klaus Hopfe                                     | Porsche 911                                    |
| 1978 | Reinhard Hainbach                              | Peter Linzen                                    | Ford Escort RS1800                             |
| 1979 | Reinhard Hainbach                              | Klaus Fabisch                                   | Ford Escort RS1800                             |
| 1980 | Achim Warmbold                                 | Wolfgang Inhester                               | Toyota Celica 2000 GT                          |
| 1981 | Alfons Stock                                   | Paul Schmuck                                    | VW Golf GTI 16V                                |
| 1982 | Harald Demuth                                  | Arwed Fischer                                   | Audi quattro                                   |
| 1983 | Erwin Weber                                    | Gunter Wanger                                   | Opel Manta 400                                 |
| 1984 | Harald Demuth                                  | Willy Lux                                       | Audi Quattro                                   |
| 1985 | Kalle Grundel                                  | Peter Diekmann                                  | Peugeot 205 Turbo 16                           |
| 1986 | Michèle Mouton                                 | Terry Harryman                                  | Peugeot 205 Turbo 16                           |
| 1987 | Armin Schwarz                                  | Hans-Joachim Hösch                              | Audi Coupé quattro                             |
| 1988 | Armin Schwarz                                  | Klaus Wicha                                     | Audi 200 quattro                               |
| 1989 | Josef Haider                                   | Ferdinand Hinterleitner                         | Opel Kadett GSi 16V                            |
| 1990 | Ronald Holzer                                  | Klaus Wendel                                    | Lancia Delta HF Integrale                      |
| 1991 | Erwin Weber                                    | Manfred Hiemer                                  | Volkswagen Golf                                |
| 1992 | Dieter Depping                                 | Klaus Wendel                                    | Ford Sierra Cosworth                           |
| 1993 | Dieter Depping                                 | Peter Thul                                      | Ford Escort Cosworth                           |
| 1994 | Dieter Depping                                 | Peter Thul                                      | Ford Escort Cosworth                           |
| 1995 | Hermann Gassner sen.                           | Siegfried Schrankl                              | Mitsubishi Lancer Evo II                       |
| 1996 | Armin Kremer                                   | Sven Behling                                    | Mitsubishi Lancer Evo III                      |
| 1997 | Matthias Kahle                                 | Dieter Schneppenheim                            | Toyota Corolla WRC                             |
| 1998 | Armin Kremer                                   | Fred Berßen                                     | Subaru Impreza WRC                             |
| 1999 | Armin Kremer                                   | Fred Berßen                                     | Subaru Impreza WRC                             |
| 2000 | Matthias Kahle                                 | Dieter Schneppenheim                            | Seat Córdoba WRC                               |
| 2001 | Matthias Kahle                                 | Dieter Schneppenheim                            | Seat Córdoba WRC                               |
| 2002 | Matthias Kahle                                 | Peter Göbel                                     | Škoda Octavia WRC                              |
| 2003 | Hermann Gassner sen.                           | Siegfried Schrankl                              | Mitsubishi Lancer Evo VII                      |
| 2004 | Matthias Kahle                                 | Peter Göbel                                     | Škoda Octavia WRC                              |
| 2005 | Matthias Kahle                                 | Peter Göbel                                     | Škoda Fabia WRC                                |
| 2006 | No se celebró                                  | No se celebró                                   | No se celebró                                  |
| 2007 | Hermann Gassner sen.                           | Siegfried Schrankl                              | Mitsubishi Lancer Evo IX                       |
| 2008 | Hermann Gassner sen.                           | Siegfried Schrankl                              | Mitsubishi Lancer Evo IX                       |
| 2009 | Hermann Gassner jun.                           | Katharina Wüstenhagen                           | Mitsubishi Lancer Evo IX                       |
| 2010 | Matthias Kahle                                 | Peter Göbel                                     | Škoda Fabia S2000                              |
| 2011 | Sandro Wallenwein                              | Marcus Poschner                                 | Subaru Impreza N15                             |
| 2012 | Mark Wallenwein                                | Stefan Kopczyk                                  | Škoda Fabia S2000                              |
| 2013 | Georg Berlandy                                 | Peter Schaaf                                    | Peugeot 207 S2000                              |
| 2014 | Ruben Zeltner                                  | Petra Zeltner, Thomas Zeltner, Helmar Hinneberg | Porsche 997 GT3                                |
| 2015 | Ruben Zeltner                                  | Petra Zeltner                                   | Porsche 997 GT3                                |
| 2016 | Fabian Kreim                                   | Frank Christian                                 | Škoda Fabia R5                                 |
| 2017 | Fabian Kreim                                   | Frank Christian                                 | Škoda Fabia R5                                 |
| 2018 | Marijan Griebel                                | Alexander Rath                                  | Peugeot 208 T16                                |
| 2019 | Fabian Kreim                                   | Tobias Braun                                    | Škoda Fabia R5                                 |
| 2020 | No se celebró debido a la pandemia de Covid-19 | No se celebró debido a la pandemia de Covid-19  | No se celebró debido a la pandemia de Covid-19 |
| 2021 | Marijan Griebel                                | Alexander Rath                                  | Citroën C3 Rally2                              |
| 2022 | Philip Geipel                                  | Katrin Becker                                   | Škoda Fabia Rally2 evo                         |
| 2023 | Marijan Griebel                                | Tobias Braun                                    | Škoda Fabia RS Rally2                          |